# 萬雲路
萬雲路（?—?），河南省汝寧府羅山縣人，清朝政治人物、同進士出身。
光緒十八年（1892年），参加光緒壬辰科殿試，登進士三甲43名。同年五月，改翰林院庶吉士。光緒二十年四月，散館，著以部属用。